# HEPA-filter

HEPA-filter med funktionsbeskrivning

HEPA-filter, även benämnt absolutfilter, är en sorts luftfilter. HEPA är en akronym som kan utläsas "high efficiency particulate arresting [filter]", d.v.s. högeffektivt partikelfilter för luft. Filtret är vanligt i dammsugare och luftrenare.
HEPA-filter kan filtrera bort åtminstone 99,97% av de luftburna partiklar som har en storlek av 0,3 mikrometer (µm) i diameter. Partiklar av denna storlek är de mest svårfiltrerade, partiklar som är större eller mindre filtreras bort i ännu högre grad.

## Kvaliteter
Det finns två varianter av filtret, en variant som går att tvätta och en variant som inte går att tvätta.
Specifikationen som användes i  Europeiska unionen: European Standard EN 1822-1: 2009, definierar flera klasser av HEPA-filter genom att de kvarhålls vid den givna mest penetrerande partikelstorleken (MPPS):
| HEPA-klass | Kvarhållande (total) | Kvarhållande (lokal) |
| ---------- | -------------------- | -------------------- |
| E10        | > 85%                | -                    |
| E11        | > 95%                | -                    |
| E12        | > 99.5%              | -                    |
| H13        | > 99.95%             | > 99.75%             |
| H14        | > 99.995%            | > 99.975%            |
| U15        | > 99.9995%           | > 99.9975%           |
| U16        | > 99.99995%          | > 99.99975%          |
| U17        | > 99.999995%         | > 99.9999%           |

## Historia
Det ursprungliga HEPA-filtret ritades på 1940-talet och användes under Manhattanprojektet för att förhindra spridning av luftburna radioaktiva ämnen. Det kommersialiserades under 1950-talet, och det ursprungliga uttrycket blev ett registrerat varumärke och en allmän beteckning för högeffektiva filter.